# 레스톨 특수 구조대 (음반)
레스톨 특수 구조대는 레스톨 특수 구조대 애니메이션을 바탕으로 한 1999년에 발매된 영화음악 음반이다. 이 가운데 "레스톨!"은 만화 오프닝 음악으로 쓰였고 일본에서도 만화 방영시 그대로 채용되었다. "Freedom"은 만화 엔딩 음악으로 쓰였다.

## 노래 목록
1. 레스톨!
2. 레스톨!
3. Freedom
4. 너를 향한 기도
5. 너를 향한 기도
6. 해변의 아침
7. 내안의 자유
8. 구조대의 요새, 알사트
9. 출동, 쉘다이버
10. 화염속에서
11. 레스톨!
12. 레스톨!
13. Freedom
14. 너를 향한 기도

## 같이 보기
- 레스톨 특수 구조대